# Laurède
Laurède é uma comuna francesa na região administrativa da Nova Aquitânia, no departamento Landes. Estende-se por uma área de 5,75 km². Em 2010 a comuna tinha 382 habitantes (densidade: 66,4 hab./km²).